# Réserve écologique James-Little
Die Réserve écologique James-Little (französisch für Ökologisches Schutzgebiet James-Little) ist ein 211 ha großes Schutzgebiet in der kanadischen Provinz Québec.
Diese Schutzgebiete sind meist für die Öffentlichkeit nicht zugänglich, mit Ausnahme von vier Schutzgebieten, nämlich der Serpentine-de-Coleraine, der Forêt-la-Blanche, der Tourbières-de-Lanoraie und der Île-Brion.

## Lage, Aufgabe
Das Schutzgebiet James-Little liegt auf dem Gebiet der Gemeinde Sheenboro in der Verwaltungsregion Outaouais, 5 km südöstlich von Rapides-des-Joachims. Es dient dem Schutz eines für den Lac Pythonga typischen Gebiets, das von Zucker-Ahorn und Gelb-Birke geprägt ist. Häufig sind aber auch andere Baumarten wie Weiden und Amerikanische Buche. Vor allem der Rivière Saint-Cyr spielt eine wichtige Rolle, etwa für den Kanadischen Zander. Geschützt werden auch Schildkröten, wie die Landkarten-Höckerschildkröte oder die Zierschildkröte und Schlangenarten, wie die Gewöhnliche Strumpfbandnatter, Anaxyrus americanus, aber auch Frosch- (Lithobates clamitans), Salamander- und Krötenarten.

## Namensgeber
Benannt wurde das Schutzgebiet nach James Little (1803–1883), der sich, selbst Holzhändler, schon früh für klare Schutzrichtlinien und -gebiete sowie für den Erhalt der Regenerationsfähigkeit der Wälder einsetzte. Er erkannte als einer der ersten die Endlichkeit der angeblich unerschöpflichen Wälder Amerikas.